# ソッツァーゴ
ソッツァーゴ（伊: Sozzago）は、イタリア共和国ピエモンテ州ノヴァーラ県にある、人口約1,100人の基礎自治体（コムーネ）。

## 地理

### 位置・広がり
| 隣接するコムーネは以下の通り。括弧内のPVはパヴィーア県所属を示す。 - カッソルノーヴォ (PV) - チェラーノ - ガルバーニャ・ノヴァレーゼ - テルドッビアーテ - トレカーテ |

## 行政

### 分離集落
ソッツァーゴには、以下の分離集落（フラツィオーネ）がある。
- Cascina Mietta, Cascina Milortina, Milorta